# Acronicta pallida
Acronicta pallida är en fjärilsart som beskrevs av Rothschild 1920. Acronicta pallida ingår i släktet Acronicta och familjen nattflyn. Inga underarter finns listade i Catalogue of Life.